# Kanton Doudeville
Der Kanton Doudeville war bis 2015 ein französischer Wahlkreis im Arrondissement Rouen, im Département Seine-Maritime und in der Region Haute-Normandie; sein Hauptort war Doudeville, Vertreter im Generalrat des Départements war zuletzt von 2008 bis 2015 Erick Malandrin (DVD). 
Der Kanton Doudeville war 100,61 km² groß und hatte (1999) 7.380 Einwohner, was einer Bevölkerungsdichte von 73 Einwohnern pro km² entsprach. Er lag im Mittel auf 135 Meter über dem Meeresspiegel, zwischen 75 m in Hautot-Saint-Sulpice und 167 m in Amfreville-les-Champs. 

## Gemeinden
Der Kanton bestand aus 17 Gemeinden:
| Gemeinde                  | Einwohner Jahr | Fläche km² | Bevölkerungsdichte | Code INSEE | Postleitzahl |
| ------------------------- | -------------- | ---------- | ------------------ | ---------- | ------------ |
| Amfreville-les-Champs     | 184 (2013)     | –          | – Einw./km²        | 76006      | 76560        |
| Bénesville                | 193 (2013)     | –          | – Einw./km²        | 76077      | 76560        |
| Berville-en-Caux          | 597 (2013)     | –          | – Einw./km²        | 76087      | 76560        |
| Boudeville                | 213 (2013)     | –          | – Einw./km²        | 76129      | 76560        |
| Bretteville-Saint-Laurent | 180 (2013)     | –          | – Einw./km²        | 76144      | 76560        |
| Canville-les-Deux-Églises | 338 (2013)     | –          | – Einw./km²        | 76158      | 76560        |
| Doudeville                | 2.552 (2013)   | –          | – Einw./km²        | 76219      | 76560        |
| Étalleville               | 450 (2013)     | –          | – Einw./km²        | 76251      | 76560        |
| Fultot                    | 192 (2013)     | –          | – Einw./km²        | 76293      | 76560        |
| Gonzeville                | 102 (2013)     | –          | – Einw./km²        | 76309      | 76560        |
| Harcanville               | 504 (2013)     | –          | – Einw./km²        | 76340      | 76560        |
| Hautot-Saint-Sulpice      | 633 (2013)     | –          | – Einw./km²        | 76348      | 76190        |
| Prétot-Vicquemare         | 190 (2013)     | –          | – Einw./km²        | 76510      | 76560        |
| Reuville                  | 129 (2013)     | –          | – Einw./km²        | 76524      | 76560        |
| Saint-Laurent-en-Caux     | 770 (2013)     | –          | – Einw./km²        | 76597      | 76560        |
| Le Torp-Mesnil            | 386 (2013)     | –          | – Einw./km²        | 76699      | 76560        |
| Yvecrique                 | 668 (2013)     | –          | – Einw./km²        | 76757      | 76560        |

## Bevölkerungsentwicklung
| 1962  | 1968  | 1975  | 1982  | 1990  | 1999  | 2010  |
| ----- | ----- | ----- | ----- | ----- | ----- | ----- |
| 5.354 | 5.850 | 5.876 | 6.585 | 7.257 | 7.380 | 8.062 |